# Драгољуб Станковић
Драгољуб С. Станковић (Ниш, 1885 — Београд, 1948) био је коњички бригадни генерал, Југословенске војске, учесник балканских ратова, Првог светског рата и Априлског рата у којем је заробљен и одведен у логор. Рањаван више пута у периоду од 1915. до 1918. Датум смрти непознат.

## Живот и дело
Драгољуб С Станковић, рођен је 1885. године у Нишу. Војне школе завршио је као питомац 34. класе Ниже Војне академије. Завршио је и пешадијску школу гађања 1910. и Информантивни курс за кадете главних родова 1930. године.
У ратовима које је Краљевина Србија водила од 1912. до 1913. био је на служби командир пратње престолонаследника (1912) и командир ескорта престолонаследника (1913)
У ратовима које је водила Краљевина Србија у периоду од 1914. до 1918. обављао дужност командира ескорта Гарде. У овом рату рањаван више пута у периоду од 1915 до 1918. године.
Учествовао је у априлском рату 1941. године, у коме је заробљен и одведен у логор. По завршетку Другог светског рата вратио се у Југославију. После рата није наставио војну службу. Био је члан организације Уједињење или смрт.
Бригадни генерал постао је 1933. године. Носилац је многих признања међу којима и Карађоређеве звезде са мачевима IV реда.
Преминуо је у Београду али је датум смрти непознат.